# Taming Wild Animals
Taming Wild Animals è un cortometraggio muto del 1910 diretto da Francis Boggs che aveva come interpreti Tom Mix e Kathlyn Williams.

## Produzione
Il film fu prodotto dalla Selig Polyscope Company. Venne girato in Florida, a Jacksonville.

## Distribuzione
Venne distribuito dalla General Film Company. In Brasile, prese il titolo Treinando Animais Selvagens.